# Seznam perzijskih pesnikov
Seznam perzijskih pesnikov.

## D
Dehlevi -
Džami -

## F
Firdusi - Mehmet Fuzuli (Muhamad Ibn Süleyman Fuduli) (16. stol.)

## G
Gorgani -

## H
Hafez - Omar Hajam

## N
Nezami (Nizami) -

## O
Omar Hajam -

## R
Rudaki - 
Rumi -

## S
Sadi -